# New Haven Challenger 1986
Il New Haven Challenger 1986 è stato un torneo di tennis facente parte della categoria ATP Challenger Series nell'ambito dell'ATP Challenger Series 1986. Il torneo si è giocato a New Haven negli Stati Uniti dall'11 al 17 agosto 1986 su campi in cemento.

## Vincitori

### Singolare
Brad Pearce ha battuto in finale  Ben Testerman con il punteggio di 1–6, 7–6, 6–0

### Doppio
Marc Flur /  Brad Pearce hanno battuto in finale  Rick Leach /  Tim Pawsat con il punteggio di 6–2, 6–4